# هثر موریس
هیثر الیزابت موریس (انگلیسی: Heather Elizabeth Morris؛ زاده ۱ فوریه ۱۹۸۷) خواننده، رقصنده و بازیگر آمریکایی است. علت شهرت وی بازی در نقش هلهله‌چی دوجنس‌گرای خیالی بریتنی پیرز در سریال گلی است.
از فیلم‌های معروف او می‌توان به بازی در داستان‌های زمان خواب اشاره کرد.